# Denkmal für die erste deutsche Dampfmaschine bei Burgörner

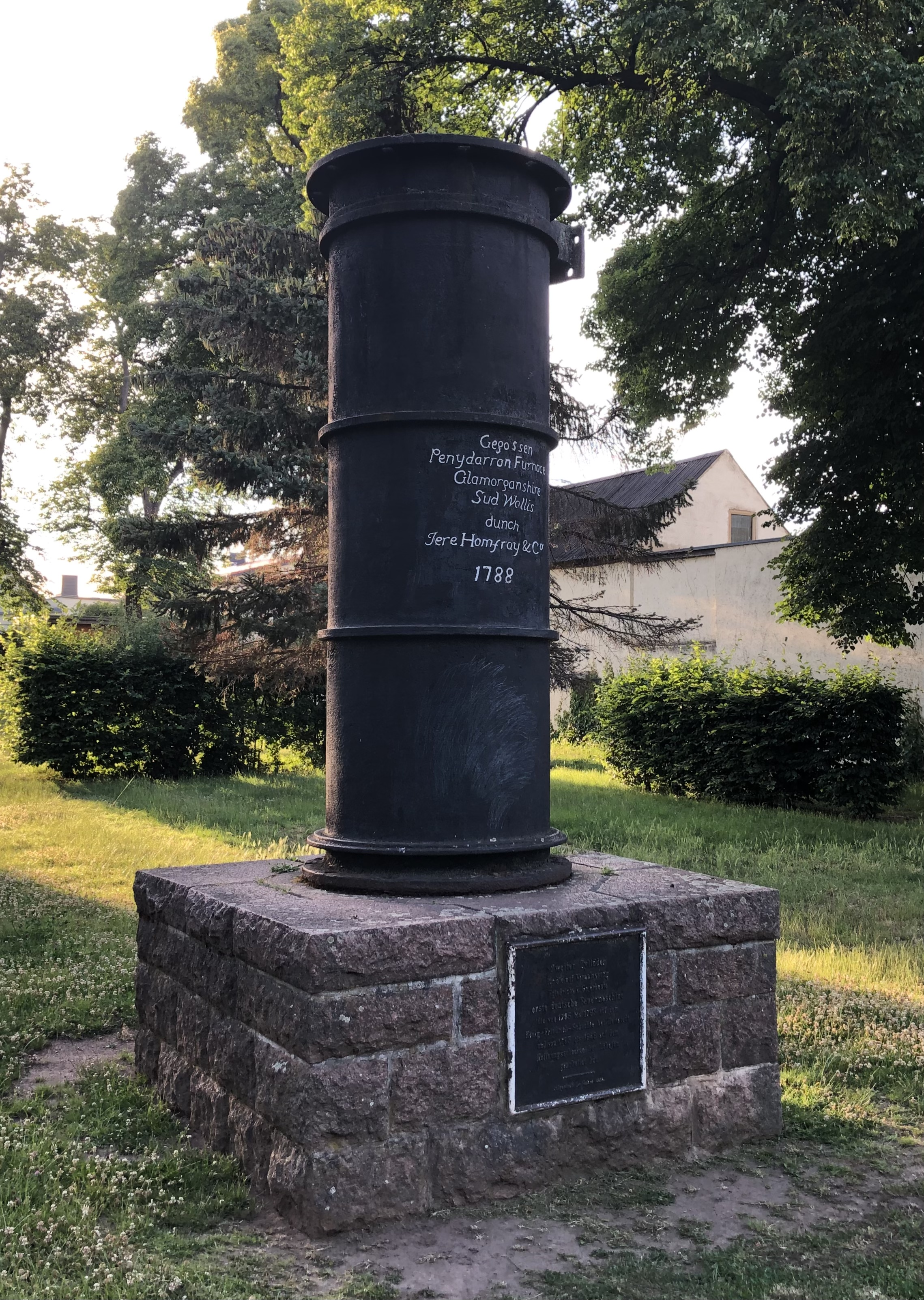
Denkmal im Jahr 2022

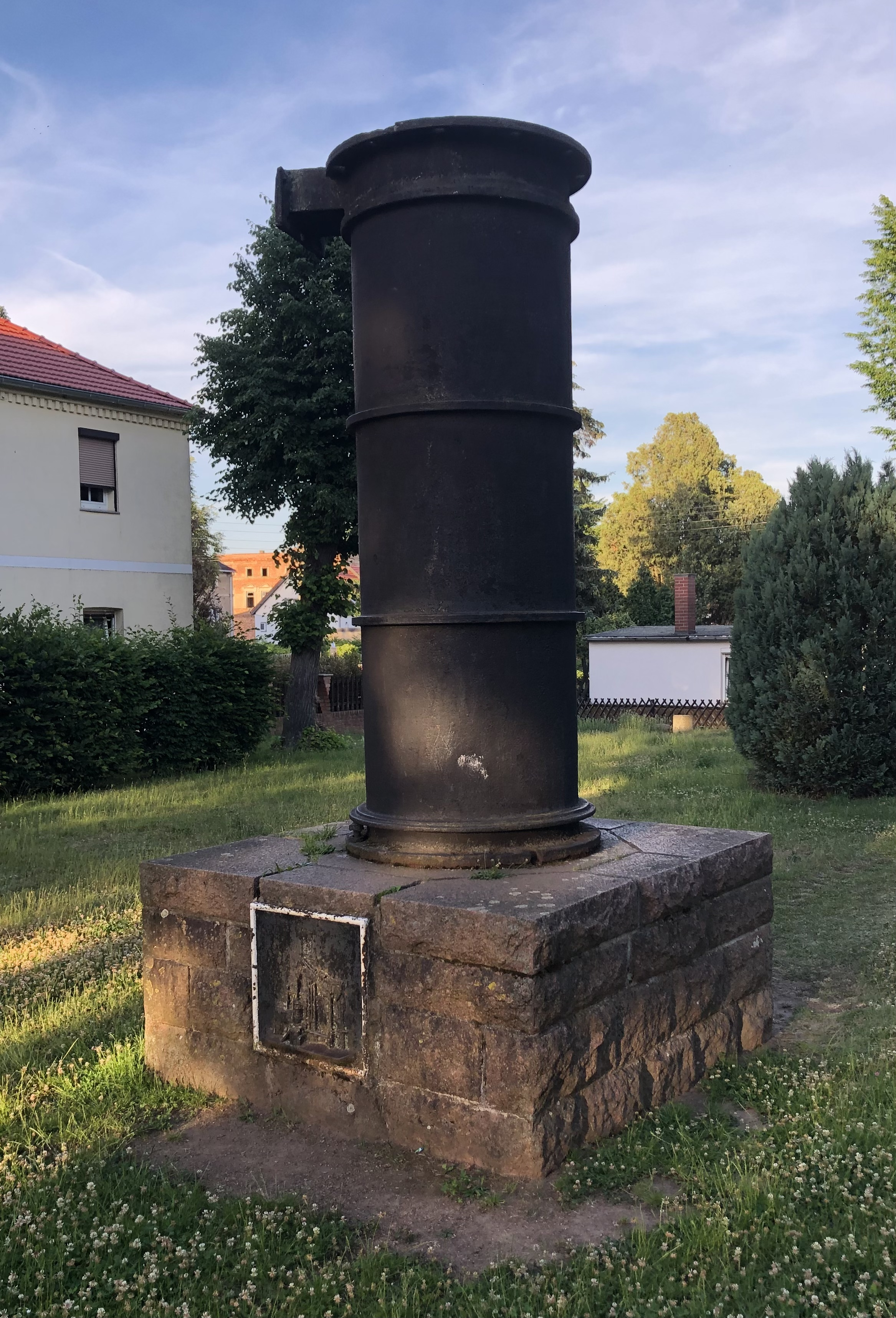
Rückseite

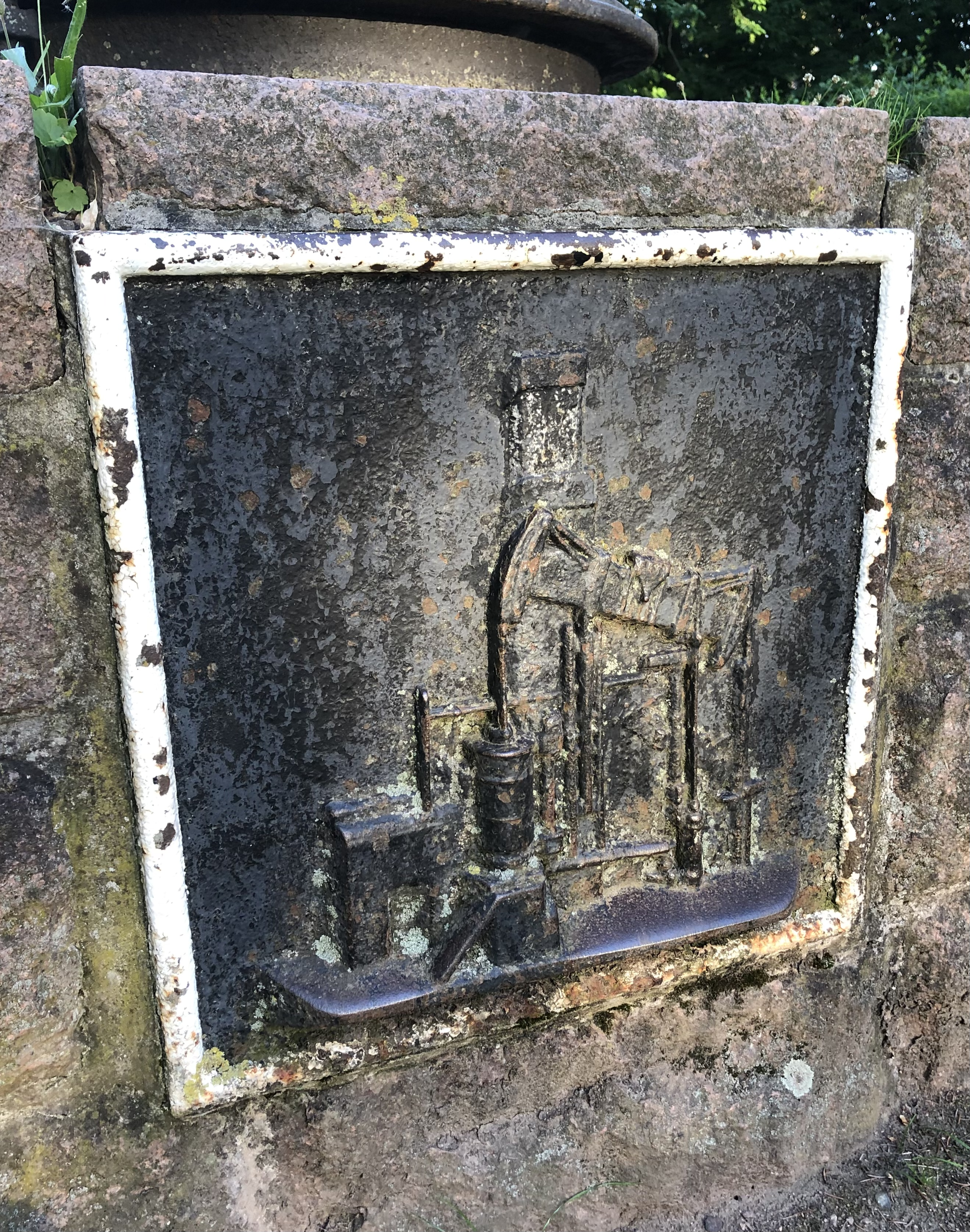
Detail auf der Rückseite

Das Denkmal für die erste deutsche Dampfmaschine bei Burgörner ist ein denkmalgeschütztes Denkmal im Ortsteil Löbejün in der Stadt Wettin-Löbejün in Sachsen-Anhalt.

## Lage
Das Denkmal befindet sich östlich der Löbejüner Altstadt auf der Westseite der Straße Promenade. Als Adresse des Standorts wird zum Teil die etwas weiter südlich liegende Straße Plötzer Tor angegeben. Nördlich steht das gleichfalls denkmalgeschützte Haus Kochstor 13.

## Gestaltung
Das 1934 (inschriftliche Angabe auf dem Denkmal: 1935) aufgestellte Denkmal steht auf einem steinernen Sockel aus regionalem Porphyr und besteht aus einem hochkant stehenden Dampfzylinder. Der Zylinder ist 3,25 Meter hoch und soll 2,5 Tonnen wiegen. Es handelt sich dabei um das einzig erhaltene originale Bauteil der ersten deutschen Dampfmaschine, die im Zeitraum von 1785 bis 1794 (inschriftliche Angabe auf dem Denkmal: 1785 bis 1793) auf dem König-Friedrich-Schacht bei Burgörner betrieben wurde. Von 1797 bis 1848 (inschriftliche Angabe auf dem Denkmal: 1795 bis 1848) war sie danach im Steinkohlebergbau im Hoffmannschacht (inschriftliche Angabe auf dem Denkmal: Hoffnungsschacht) in Löbejün im Einsatz, wo sie der Wasserhaltung diente. Es folgte eine erste Aufstellung als Denkmal. Nach Ende des Bergbaus im Jahr 1884 wurde der Zylinder vom Bergamt der Stadt Löbejün geschenkt, die den Zylinder dann später aufstellte.
Auf der nach Osten weisenden Vorderseite des Denkmals befindet sich auf dem Zylinder die Inschrift:
Darunter befindet sich eine an der Frontseite des Sockels eingelassene Inschriftentafel mit der Aufschrift:
Unter einem Strich findet sich auf der Tafel darunter noch eine Angabe zur Aufstellung des Denkmals:
Auf der Rückseite des Denkmals befindet sich am Sockel eine weitere Tafel, auf der die Dampfmaschine in Funktion dargestellt ist.
Im örtlichen Denkmalverzeichnis ist das Denkmal unter der Erfassungsnummer 094 55251 als Baudenkmal verzeichnet.